# Zipera
Zipera – polska grupa muzyczna wykonująca hip-hop. Powstała w 1999 roku w Warszawie z inicjatywy członków formacji ZIP Skład – raperów Pona, Korasa oraz Fu. Zespół zadebiutował wydaną w 2000 roku płytą zatytułowaną O.N.F.R. Kolejne nagrania tria znalazły się na drugim albumie pt. Druga strona medalu, który został wydany w 2004 roku. Z płyty pochodzi jeden z przebojów radiowych Zipery pt. „Do roboty”, zarejestrowany z gościnnym udziałem Muńka Staszczyka, wokalisty znanego z występów w zespole T.Love
Po ponad 14 latach od wydania albumu „Druga Strona medalu” wydany został trzeci album – „Meritum”.
Zaangażowanie muzyka rockowego przysporzyło Ziperze pewnej popularności, wykraczającej poza środowisko fanów muzyki hip-hopowej. W konsekwencji Zipera uczestniczyła m.in. w uroczystych obchodach 25. rocznicy podpisania porozumień sierpniowych w gdańskiej hali Olivii, gdzie raperzy wystąpili u boku takich artystów jak Jan Peszek, Adam Nowak, czy Krystyna Prońko. W latach późniejszych działalność zespołu miała charakter nieregularny i obejmowała głównie występy gościnne. Raperzy Pono i Fu skoncentrowali się na karierach solowych. Z kolei Koras podjął się kontynuacji działalności artystycznej w zespole Pokój z Widokiem na Wojnę.

## Historia
Grupa powstała w 1999 roku w Warszawie z inicjatywy Pona, Korasa oraz Fu, raperów znanych z występów w grupie ZIP Skład. Singel zwiastujący pierwszy album tria pt. Sztuczna twarz ukazał się rok później. W utworze wystąpił Sokół, członek ZIP Składu i WWO. Debiutancki album formacji zatytułowany O.N.F.R. ukazał się 24 czerwca, tego samego roku nakładem wytwórni muzycznej Baza Lebel w dystrybucji Pomaton EMI. Gościnie na płycie wystąpili ponadto m.in.: ZIP Skład, Pelson, Wilku i Włodek. Z kolei produkcji nagrań podjęli się m.in. członkowie Zipery, a także Vienio jako DJ Variat, DJ 600V oraz Waco. Płyta, promowana teledyskiem do utworu „Wir wydarzeń” była kontynuacją dokonań grupy ZIP Skład. Raperzy poruszyli w utworach m.in. zagadnienie egzystencjalizmu. Rok później pochodzący z debiutu utwór „Sztuczna twarz” znalazł się na kompilacji różnych wykonawców Zjazd na baze – remiksy. Na składance ukazał się także remiks utworu „Wir wydarzeń” w wykonaniu Majkiego. Wcześniej raperzy gościli na albumie producenckim Waco – Świeży materiał, w utworze „W imię czego?”. W międzyczasie Pono i Fu rozpoczęli solową działalność artystyczną. Fu zrealizował kolejno dwa albumy studyjne N.O.C.C. (2001) i Futurum (2002). Pierwszy z nich został zrealizowany m.in. z gościnnym udziałem pozostałych członków Zipery. Z kolei Pono zadebiutował wydaną w 2002 roku płytą pt. Hołd.

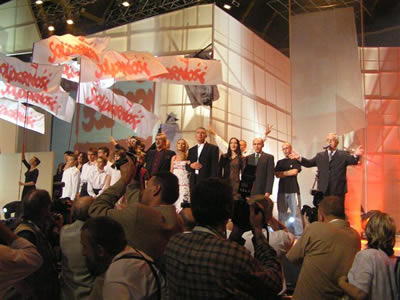
Pono (drugi od prawej) w trakcie finału koncertu „Honor jest wasz Solidarni” w 2005 roku.

16 sierpnia 2003 roku ukazał się Mixtape Vol. 3, producencki album DJ-a Decksa na którym znalazł się utwór „Nie ma rzeczy niemożliwych” zrealizowany z gościnnym udziałem Zipery i Jurasa. Natomiast 6 grudnia ukazał się singel pt. Bez ciśnień zwiastujący drugi album studyjny formacji. W piosence, promowanej teledyskiem, gościnnie wystąpili francuscy artyści: Davy, znany z grupy Soundkail i Tome. Utwór dotarł do 30. miejsca Szczecińskiej Listy Przebojów Polskiego Radia, a także znalazł się na 21. miejscu telewizyjnej audycji TVP2 30 ton – lista, lista przebojów. 14 lutego 2004 roku ukazał się drugi studyjny album grupy zatytułowany Druga strona medalu. Nagrania ukazały się nakładem wytwórni muzycznej Prosto. Materiał wyprodukowali, ponownie członkowie Zipery, a także Waco, L.A., Vienio, Sqra, Pono, Zdolny Dzieciak, Pióro oraz Doniu. Gościnnie na płycie wystąpili ponadto Juras, Peja oraz Muniek Staszczyk znany z występów w zespole T.Love. Wydawnictwo dotarło do 8. miejsca zestawienia OLiS. Druga płyta Zipery była promowana podczas licznych koncertów. Artyści wystąpili m.in. podczas Street Wall Festival i Hip Hop Active, poprzedzali nowojorski duet Mobb Deep w warszawskim klubie Stodoła, a także uczestniczyli w Prosto Tour 2004. Ponadto w ramach promocji powstały również teledyski do utworów „Do roboty” i „Patriota” w którym wykorzystano zdjęcia z Powstania warszawskiego (1944). Pierwsza z piosenek uplasowała się na 33. miejscu Szczecińskiej Listy Przebojów.
Również w 2004 roku piosenka „Bez ciśnień” ukazała się na składankach ESKA Squad, Hiphopstacja i VIVA Hip Hop vol.4. Zespół gościł także na albumie producenckim WhiteHouse pt. Kodex 2: Proces. Artyści wystąpili w piosence „Droga otwarta”. W międzyczasie została wydana trzecia solowa płyta Fusznika zatytułowana Wrodzony instynkt. 30 sierpnia 2005 roku zespół wystąpił w gdańskiej hali Olivii podczas koncertu „Honor jest Wasz Solidarni” w ramach uroczystych obchodów 25. rocznicy podpisania porozumień sierpniowych. Raperzy zagrali u boku takich artystów jak Jan Peszek, Anna Maria Jopek, Adam Nowak oraz Krystyna Prońko. Występ zespołu ukazał się tego samego roku na płycie DVD pod tym samym tytułem. Również w 2005 roku do sprzedażny trafiła składanka Czarny piątek vol.1 – Polski Beat na której znalazł się pochodzący z repertuaru Zipery utwór pt. „Patriota”. Zespół gościł także na płycie Sqry – Wiele Sqr. Raperzy wystąpili w utworze „Zaślepieni”. Ukazał się również album Fu zatytułowany Kameleon, nagrany w duecie z Olsenem. Natomiast we wrześniu artyści zagrali podczas festiwalu Otwarte Rewiry w Warszawie. Rok później Koras wraz Jurasem założył zespół Pokój z Widokiem na Wojnę. Wydany został także drugi album solowy Pona pt. Tak to widzę (2006). Następnie w 2007 roku, Pono i Sokół wznowili działalność formacji TPWC, wraz z którą nagrał trzy albumy: Teraz pieniądz w cenie (2007), Ty przecież wiesz co (2008) oraz To prawdziwa wolność człowieka (2009). W 2007 roku na rynku muzycznym ukazała się także czwarta, solowa produkcja Fu – Krew i dusza. W 2008 roku ukazał się kolejny mixtape DJ-a Decksa pt. Mixtape 4. Na wydawnictwie znalazł się utwór „A jednak” nagrany przez Ziperę, ponownie wraz z Jurasem. Pod koniec roku Pono wystosował oświadczanie o planach Zipery odnośnie do realizacji trzeciego albumu, który ostatecznie nie został nagrany. W 2009 roku ukazał się piąty album Fu – Retrospekcje. Natomiast rok później został wydany debiut Pokoju z Widokiem na Wojnę pt. 2010. W 2011 członkowie grupy wystąpili na solowej płycie Fu „Definicja Istnienia” w utworze „Kadry Pamięci”.
18 listopada 2017 roku opublikowany został utwór zatytułowany „Gdzie one są?”, do którego powstał również teledysk. Utwór ten jest zapowiedzią płyty „Meritum”.
Cytat z utworu "Druga strona medalu": "Rozczarowanie niespodzianki forma", został użyty w polskiej komedii "Spadek" z 2024 roku (34 minuta filmu).

## Dyskografia
Albumy
| O.N.F.R.                    | - Data: 24 czerwca 2000 - Wydawca: Baza Label/Pomaton EMI   | – | - POL: 10 tys.+ |
| Druga strona medalu         | - Data: 14 lutego 2004 - Wytwórnia: Prosto/Pomaton EMI      | 8 |                 |
| Meritum                     | - Data: 29 czerwca 2018 - Wytwórnia: District AREA/My Music | 4 |                 |
| „–” album nie był notowany. |                                                             |   |                 |

Single
| „Sztuczna twarz”             | 2000 | –  | – | O.N.F.R.            |
| „Bez ciśnień”                | 2003 | 30 | 8 | Druga strona medalu |
| „–” singel nie był notowany. |      |    |   |                     |

Inne notowane utwory
| Tytuł                               | Rok  | Pozycja na liście | Album               |
| Tytuł                               | Rok  | SLiP              | Album               |
| ----------------------------------- | ---- | ----------------- | ------------------- |
| „Do roboty” (oraz Muniek Staszczyk) | 2004 | 33                | Druga strona medalu |

Inne
| Album                                          | Rok  | Utwór                                                                       | Źródło |
| ---------------------------------------------- | ---- | --------------------------------------------------------------------------- | ------ |
| Fu – N.O.C.C.                                  | 2001 | „Czynnik propaganda” (gościnnie: Zipera, Felipe, Mieron, Pepper)            | [ 6 ]  |
| Zjazd na baze – remiksy (kompilacja)           | 2001 | Zipera – „Wir wydarzeń (Majki Remix)” Zipera, Sokół – „Sztuczna twarz”      | [ 4 ]  |
| Waco – Świeży materiał                         | 2001 | „W imię czego?” (gościnnie: Zipera)                                         | [ 5 ]  |
| Pono – Hołd                                    | 2002 | „Bałagan na strychu” (gościnnie: Zipera, Jędker, Jaźwa, Felipe, Ward, Kosi) | [ 7 ]  |
| DJ. B – Styl pijanego mistrza                  | 2002 | „Sztuczna twarz” (gościnnie: Zipera)                                        | [ 31 ] |
| DJ Decks – Mixtape Vol. 3                      | 2003 | „Nie ma rzeczy niemożliwych” (gościnnie: Zipera, Juras)                     | [ 8 ]  |
| ESKA Squad (kompilacja)                        | 2004 | Zipera – „Bez ciśnień”                                                      | [ 16 ] |
| Hiphopstacja (kompilacja)                      | 2004 | Zipera – „Bez ciśnień” (gościnnie: Dragon Davy, Toma)                       | [ 17 ] |
| VIVA Hip Hop vol.4 (kompilacja)                | 2004 | Zipera – „Bez ciśnień” (gościnnie: Dragon Davy, Toma)                       | [ 18 ] |
| WhiteHouse – Kodex 2: Proces                   | 2004 | „Droga otwarta” (gościnnie: Zipera)                                         | [ 19 ] |
| Honor jest wasz Solidarni (kompilacja)         | 2005 | Krystyna Prońko, Zipera – „Za czym kolejka ta stoi” Zipera – „Patriota”     | [ 20 ] |
| Czarny piątek vol.1 – Polski Beat (kompilacja) | 2005 | Zipera – „Patriota”                                                         | [ 21 ] |
| Sqra – Wiele Sqr                               | 2005 | „Zaślepieni” (gościnnie: Zipera)                                            | [ 22 ] |
| DJ Decks – Mixtape 4                           | 2008 | „A jednak” (gościnnie: Zipera, Juras)                                       | [ 24 ] |
| Prosto XV (kompilacja)                         | 2014 | Zipera – „Bez ciśnień” (gościnnie: Dragon Davy, Toma)                       | [ 32 ] |

## Teledyski
| Utwór                                      | Rok  | Reżyseria                        | Album               | Źródło |
| ------------------------------------------ | ---- | -------------------------------- | ------------------- | ------ |
| „Wir wydarzeń”                             | 2000 | –                                | O.N.F.R.            | [ 33 ] |
| „Bez ciśnień” gościnnie: Dragon Davy, Toma | 2004 | –                                | Druga strona medalu | [ 34 ] |
| „Do roboty” gościnnie: Muniek Staszczyk    | 2004 | Kuba Łubniewski, Maciej Sobieraj | Druga strona medalu | [ 35 ] |
| „Patriota”                                 | 2005 | Pono                             | Druga strona medalu | [ 36 ] |
| „Gdzie one są?”                            | 2017 | Sir Michu                        | Meritum             | [ 37 ] |
| ,,Nie trzeba”                              | 2018 | Michał Ślimak Klara              | Meritum             | [ 37 ] |

## Nagrody i wyróżnienia
| Rok  | Kategoria            | Nagroda   | Uwagi     | Źródło |
| ---- | -------------------- | --------- | --------- | ------ |
| 2005 | Montaż („Do roboty”) | Yach Film | Nominacja | [ 38 ] |